# 哈欽斯鬚鯊
哈欽斯鬚鯊（學名：Orectolobus hutchinsi），為軟骨魚綱鬚鯊目鬚鯊科鬚鯊屬的一種。分布於東印度洋西澳大利亞海域，深度0至106公尺，本魚體延長、結實且背腹扁平，背部顏色為棕黃色，有深棕色斑點及鞍狀斑，沒有任何白斑或斑點，吻寬短，前緣圓形，背面平坦，眼橢圓形，上側位，無瞬膜，眼上方無乳突。噴水孔中大，大於眼徑。鰓裂小，第四及第五鰓裂不重疊，內鰓不具濾器，體長可達149公分，棲息在珊瑚礁、岩礁區，為底棲性魚類，屬肉食性，以硬骨魚、頭足類為食，卵胎生，繁殖期在七月下旬，生活習性不明，偶爾被延繩釣所捕獲。